# Barbarossastraße 1 (Mönchengladbach)

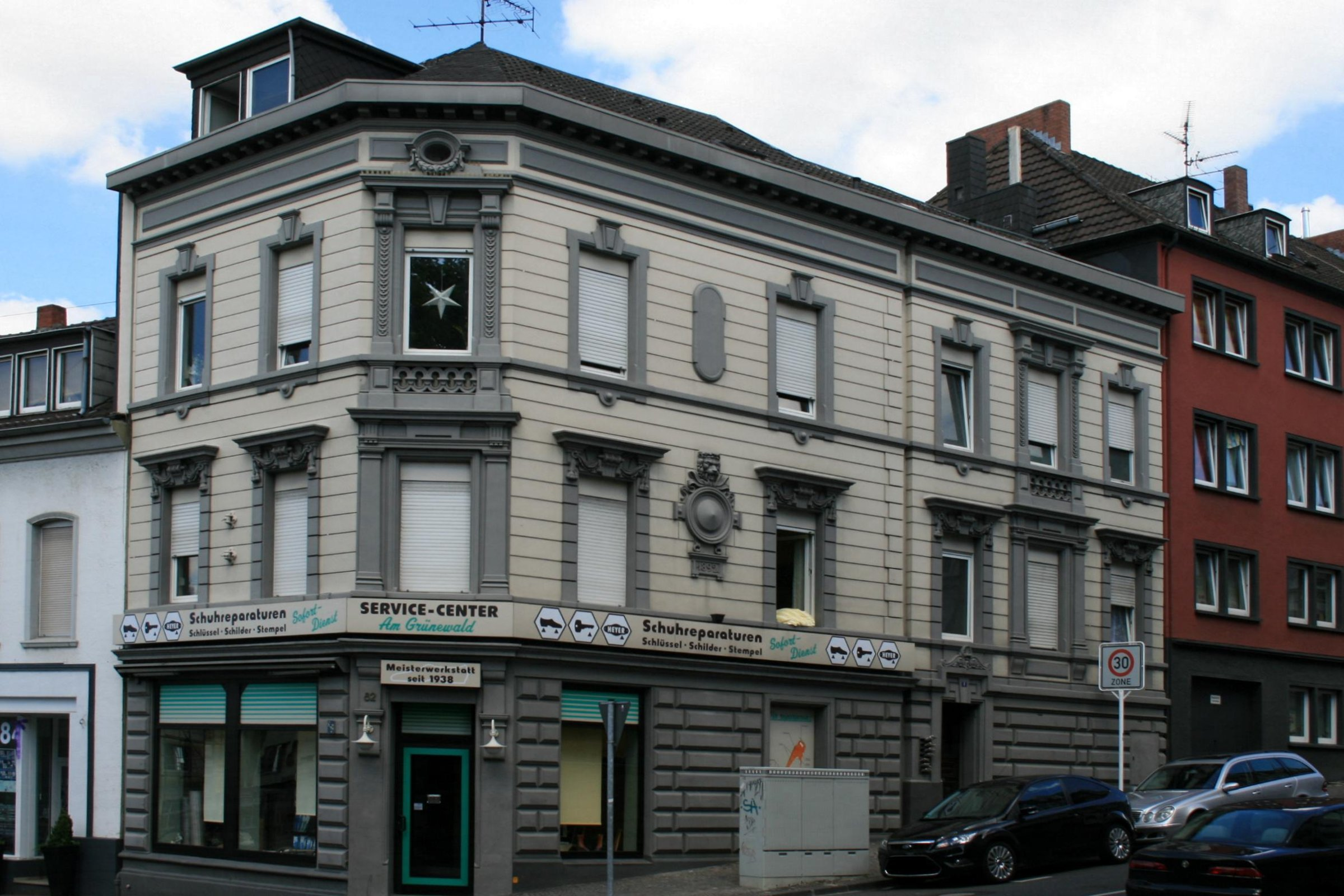
Wohngeschäftshaus (2010)

Das Wohngeschäftshaus Barbarossastraße 1 / Aachener Straße 82 befindet sich in Mönchengladbach (Nordrhein-Westfalen) im Stadtteil Gladbach.
Das Gebäude wurde 1892 erbaut. Es ist unter Nr. B 067 am 15. Dezember 1987 in die Denkmalliste der Stadt Mönchengladbach eingetragen worden.

## Lage
Die steil ansteigende Barbarossastraße liegt nördlich des alten Stadtkerns und bildet mit der Staufenstraße eine Verbindung von Aachener und Viersener Straße. Sie gehört in ihrem alten Bestand zum historischen Ausbau Mönchengladbachs. Das Haus befindet sich auf der westlichen Straßenseite der Barbarossastraße an der Ecke zur Aachener Straße.

## Architektur
Der kurz vor der Jahrhundertwende (1892) errichtete Bau ist ein über Eck gezogenes, in den Hang gesetztes Doppelhaus mit einachsiger Ecklösung. Es zeigt insgesamt 3:8 Achsen und ist in Anklängen an Stilelemente der Renaissance ausgebildet. Ein an der Fassade zur Barbarossastraße aufgebrachter Schmuckschild mit Löwenkopfaufsatz gibt die Jahreszahl der Erbauung: 1892.